# Kizuna: Koi no Kara Sawagi
Kizuna: Koi no Kara Sawagi (絆 KIZUNA～恋のから騒ぎ～ lit. Kizuna: Lazos de amor?), también conocida simplemente como Kizuna, es una serie de manga de comedia romántica escrita e ilustrada por Kazuma Kodaka. Fue originalmente serializada por la editorial Biblos desde diciembre de 1992 hasta abril de 2006, cuando la compañía se declaró en bancarrota y su publicación fue retomada por Libre Publishing. 
La serie fue parcialmente licenciada en Estados Unidos por Be Beautiful entre septiembre de 2004 y agosto de 2007. Digital Manga Publishing posteriormente adquirió la licencia y publicó la serie en seis volúmenes, publicados desde septiembre de 2010 hasta mayo de 2012. Kizuna también ha sido adaptada an un CD drama en 1998 y a tres OVAs. Las dos primeros partes tienen una duración de 30 minutos y fueron lanzadas en 1994. Ambas versiones, subtituladas y dobladas, también han sido lanzadas en DVD en Estados Unidos. El tercer OVA, titulado Much Ado About Nothing, tiene una duración de 45 minutos y fue estranado en Japón en 2001.

## Argumento
Kei Enjōji se enamora del prodigio del kendō Ranmaru Samejima al conocerse en la escuela, desde ese momento Enjōji busca a toda costa enamorar a Ranmaru, la relación crece desde ser solamente amigos hasta construir un fuerte lazo amoroso. En la historia se revela la identidad de la familia de Enjōji pero esto no impide la relación romántica entre los muchachos; posteriormente Ranmaru sufre un accidente que lo obliga a depender de su novio, sorteando juntos todas las adversidades. A pesar de no querer tener nada que ver con la actividad de su familia, Enjōji es arrastrado por varias situaciones problemáticas. 

## Personajes
Kei Enjōji (燕条 寺圭 Enjōji Kei?)
Voz por: Keiji Fujiwara
Es el protagonista de la historia. El hijo de un jefe yakuza de Osaka, creció en Tokio sin saber nada de su padre. En la escuela se enamora de un joven prodigio del kendo y su relación se hace lo suficientemente fuerte para resolver juntos todos los problemas.
Ranmaru Samejima (鮫島 蘭丸 Samejima Ranmaru?)
Voz por: Ryōtarō Okiayu
Es un joven prodigio del kendo pero no tiene muchos amigos. Conoce a Enjouji y se hacen buenos amigos para después la relación avanzar hasta el noviazgo. Ranmaru apoya mucho a su novio tras una tragedia en su familia. Es un chico tímido que casi no expresa sus sentimientos pero se muestra amoroso con su pareja, aboga por la paz e intenta sacar a Enjouji de las actividades criminales de su familia.
Kai Sagano (嵯峨野 カイ Sagano Kai?)
Voz por: Ryō Horikawa
Es el hijo de un jefe yakuza y medio hermano de Enjouji. A pesar de ser sucesor de la familia no le toma mucha importancia; es un chico talentoso en el kendo y siente atracción hacia Ranmaru.
Masanori Araki (荒木 正典 Araki Masanori?)
Voz por: Akio Ōtsuka
Un importante miembro de los yakuza con un estilo de vida tradicional. Es bastante protector con Kai, quien pudo tener sentimientos hacia él. 
Yūki Samejima (鮫島 由紀 Samejima Yūki?)
Voz por: Akio Ōtsuka
La hermana menor de Ranmaru.

## Media

### Manga
El manga fue publicado inicialmente por la editorial Biblos y después del quiebre de la misma por Libre Publishing; se publicaron un total de 11 volúmenes entre diciembre de 1992 y septiembre de 2008; el manga fue publicado en Norteamérica de manera parcial por Be Beautiful y en español fue publicado por Norma Editorial.

#### Lista de volúmenes
| N.º | Título       | Fecha de lanzamiento | ISBN original       |
| --- | ------------ | -------------------- | ------------------- |
| 1   | «Volumen 1»  | Diciembre de 1992    | ISBN 978-4882711506 |
| 2   | «Volumen 2»  | Junio de 1994        | ISBN 978-4882712398 |
| 3   | «Volumen 3»  | Febrero de 1996      | ISBN 978-4882713814 |
| 4   | «Volumen 4»  | Febrero de 1998      | ISBN 978-4882717584 |
| 5   | «Volumen 5»  | Enero de 1999        | ISBN 978-4882719281 |
| 6   | «Volumen 6»  | Noviembre de 1999    | ISBN 978-4882715924 |
| 7   | «Volumen 7»  | Noviembre de 2000    | ISBN 978-4835211206 |
| 8   | «Volumen 8»  | Julio de 2001        | ISBN 978-4835212166 |
| 9   | «Volumen 9»  | Febrero de 2003      | ISBN 978-4835214177 |
| 10  | «Volumen 10» | Marzo de 2005        | ISBN 978-4835217208 |
| 11  | «Volumen 11» | Septiembre de 2008   | ISBN 978-4862634597 |

## OVAs
En 1994, se lanzaron en DVD dos OVAs de media hora de duración, teniendo como argumento los eventos más destacados de los primeros volúmenes del manga, la autora estuvo muy cerca del equipo de producción supervisando el trabajo. El tercer OVA de 45 minutos de duración salió a la venta en 2001, también fue lanzado con subtítulos en inglés por Media Blasters en 2003. Un CD drama de los primeros capítulos del manga fue lanzado en 1998, tiene una hora de duración y se enfoca en los momentos más románticos de la historia, dejando de lado el contenido adulto.